# Wrzosowa Polana
Wrzosowa Polana – nieoficjalna nazwa części wsi Kotań w Polsce położona w województwie podkarpackim, w powiecie jasielskim, w gminie Krempna.
Administracyjnie Wrzosowa Polana ma status osiedla w gminie Krempna.
Nazwa osady nie jest wymieniona w oficjalnym rejestrze TERYT, jest w wykazie PRNG|.